# Angelina (Afanasjewa)
Angelina, imię świeckie Ludmiła Dmitrijewna Afanasjewa (ur. 1894 w Petersburgu, zm. 1 lutego 1973) – rosyjska mniszka prawosławna, przełożona Monasteru Piuchtickiego w latach 1955–1968.
Była córką rzemieślnika z Petersburga, ukończyła siedmioklasową szkołę medyczną. Posłusznicą w Piuchtickim Monasterze Zaśnięcia Matki Bożej została w wieku dziewiętnastu lat, pracując w klasztornym szpitalu i ucząc się na kursach dla sióstr miłosierdzia. W 1918 razem z całą wspólnotą monasteru została ewakuowana do monasteru św. Piotra w Rostowie. W 1920 złożyła śluby zakonne w riasofor.
Do 1930 pracowała jako pielęgniarka, nie należąc formalnie do żadnej wspólnoty zakonnej. Wieczyste śluby mnisze złożyła w 1930, nadal pozostając mniszką w świecie. Okres II wojny światowej przeżyła w oblężonym Leningradzie, gdzie pracowała jako starsza pielęgniarka na oddziale chirurgicznym jednego ze szpitali. Do Monasteru Piuchtickiego wróciła dopiero w 1948. W 1952 patriarcha moskiewski i całej Rusi Aleksy I nagrodził ją złotym krzyżem.
W 1955 została szóstą w historii monasteru przełożoną, otrzymując równocześnie godność igumeni. Odeszła z funkcji po trzynastu latach, na własne życzenie, motywując swoją prośbę chorobą. Zmarła w monasterze pięć lat później i została pochowana na cmentarzu mniszek.
Odznaczona cerkiewnym orderem św. Włodzimierza III stopnia (1965).